# Bevern (westfälisches Adelsgeschlecht)

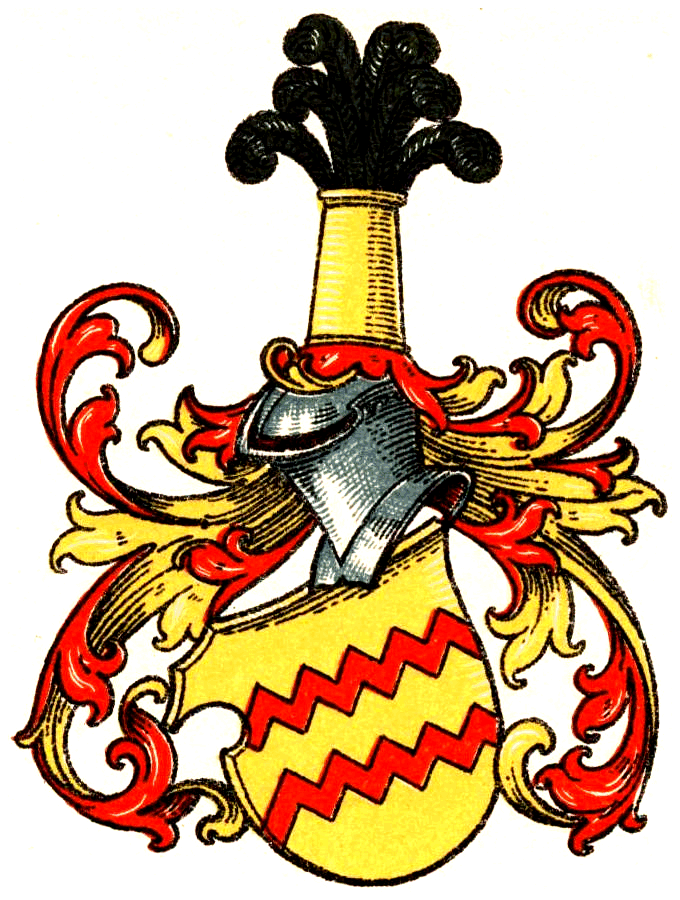
Stammwappen derer von Bevern

Bevern ist der Name eines Zweiges des edelfreien westfälischen Adelsgeschlechtes von Meinhövel. Ihr Stammsitz war das Gebiet der Gemeinden Ostbevern und Westbevern im Kreis Warendorf im Münsterland.

## Geschichte
Die Familie von Bevern gingen aus der Familie der Edelherren von Meinhövel hervor, die bereits im 8. Jahrhundert eine Burg im Münsterland errichtet hatten und mehrfach kriegerische Auseinandersetzungen mit der sich entwickelnden Bischofsstadt Münster und den Bischöfen führten. Um 1115 lag Hermann von Meinhövel (de Dulle) wieder in Fehde mit Münster.
Sein 1139 erwähnter Sohn Ludbert von Meinhövel (* um 1075) führte erstmals den Namenszusatz von Bevern, heute Ostbevern. Dieser Ort wird bereits 1088 in einer Urkunde erwähnt, in der von der Übertragung eines in Bevern gelegenen Hofes an das Kloster Iburg berichtet wird. Die durch Ostbevern fließende Bever hat vermutlich sowohl der Ansiedlung wie auch dem Adelssitz Bevern den Namen verliehen. Vom Haus Bevern sind heute noch Reste an der Bever vorhanden. Die Rochuskapelle war ein Teil dieser Besitzung. Es ist anzunehmen, dass Ludbert zur Beendung der jahrhundertelangen Auseinandersetzungen mit dem Hochstift Münster den Ort als Lehen erhalten hat. Das bischöfliche Lehen war erblich und unter anderem mit einer eigenen Gerichtsbarkeit (Patrimonialgericht) ausgestattet. Die Befugnis des Richteramtes reichte weit: der Richter ahndete kleinste Vergehen und war berechtigt, die Todesstrafe zu verhängen. Neben Hamm gab es in weitem Umkreis nur noch in Bevern eine eigene Gerichtsbarkeit dieser Art.
Ludberts Sohn Lubbert war um 1139–1152 das Familienoberhaupt und führte den Familiennamen von Bevern, Herr zu Bevern ein. Er stiftete 1142 das  Kloster Hohenholte, heute Ortsteil von Havixbeck.
Lubberts Sohn aus erster Ehe, Wolter, heiratete um 1170. Zu seiner Zeit entstand das Kirchspiel Bevern unter Bischof Hermann durch Abpfarrung von Telgte.
Daraufhin folgten Wolters Sohn Lubbert II. urk. 1204–1245, dessen Sohn Lubbert III. urk. 1223–1253 und dessen Sohn Nikolaus, urk. 1254–1277 als Ritter, Burgmann und Bürgermeister von Bentheim.
Nikolaus’ Sohn Gerlach, urk. 1272–1312, war 1273 Ritter und ebenfalls Herr zu Bevern und Burgmann zu Bentheim. Er heiratete um 1294 Jutta. Ein Familienzweig der Nachkommen von Gerlach und Jutta von Bevern als Burgmann zu Bentheim, der gleichnamige Gerlach gründete mit seiner Frau Gerberga von Hane das adligen Herrschaftsgut Beversundern bei Lingen (Ems) im Jahre 1428. Der Adelssitz verblieb über dessen Sohn Gottfried. 1543 verkaufte sein Sohn Johann von Bevern den Besitz an den Lingener Rentmeister und Edelmann Adolf von Limburg (Adolph van Lymborch). Das Adelsgut Beversundern existiert heute noch und in direkter Nachbarschaft nutzt der renommierte [(Golfclub Emstal e. V.)] das Gelände als Golfplatz. Bevern wurde damals in die Kirchspiele Ost- und Westbevern geteilt. Die Ostbeverner Pfarrkirche wurde in Stein erneuert, woran die Bruchsteine in ihrem unteren Turmmauerwerk erinnern.
Deren Sohn Hermann war nur noch Herr zu Westbevern und wurde 1294 als Knappe erwähnt. Er heiratete um 1300 Gertrud Vollenspit und starb bereits 1305.
Hermanns Sohn Hermann II. Herr zu Westbevern, wurde 1328–1363 erwähnt und war mit Ida N. verheiratet.
Deren Sohn Johann heiratete um 1360 Adelheid (Aleke) N. Sie hatten eine Tochter, Ida, aber keinen Sohn, so dass dieser Familienzweig im Mannesstamm erlosch. Ida wurde Erbin von Bevern. 1372 heiratete sie zunächst Godeke von Vechtrup. 1388 heiratete sie in zweiter Ehe den münsterischen Erbmarschall Gerhard Morrien, Herr von Nordkirchen und Botzlar.
Der Ostbeverner Zweig setzte sich jedoch fort und noch im 17. Jahrhundert gehörten die Herren von Bevern zu den bedeutendsten Adelsfamilien Westfalens. Ihr Familienwappen wurde 1605 in Siebmachers Wappenbuch als eines von 75 Wappen westfälischer Ritter und Herren dargestellt. Der verbliebene Besitz der Herren von Bevern gelangte später durch Heirat an die Familien Schencking und Droste zu Vischering. Das Richteramt wurde noch bis 1809 durch die Herren von Bevern in Ostbevern ausgeübt.

## Wappen
Das Wappen zeigt in Gold zwei waagerechte rote Zickzackbalken. Auf dem Helm mit rot-goldenen Decken eine goldene Säule, mit vier (oder sechs) schwarzen Straußenfedern besteckt.
Weitere Wappendarstellungen:

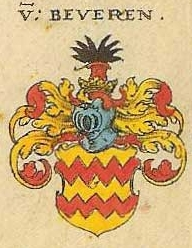
Wappen derer von Bevern bei Siebmacher
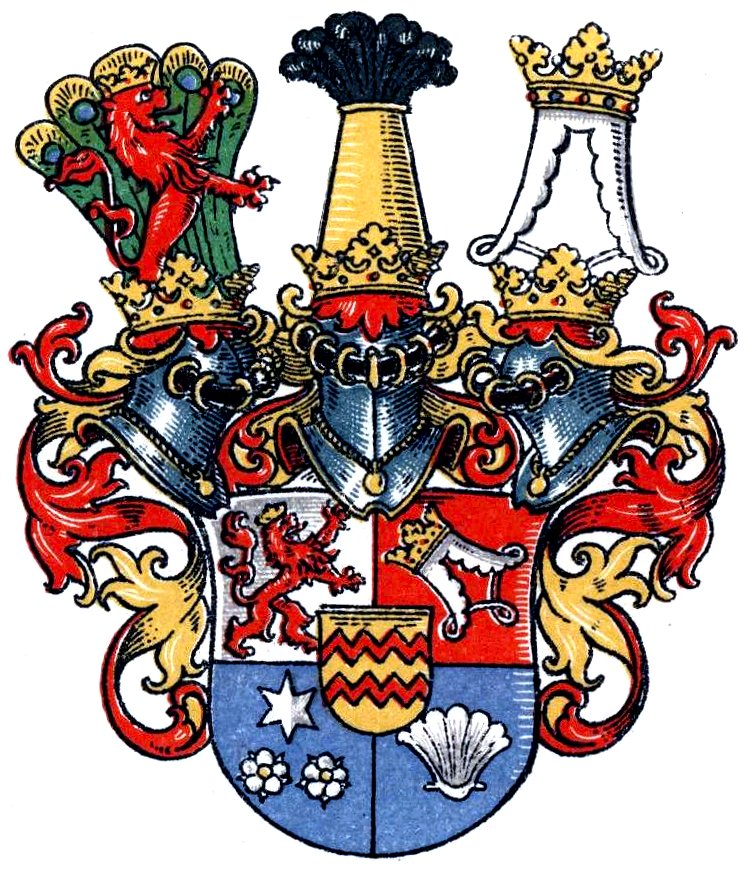
Wappen der Freiherren von Bevern bei Spießen

Das Stammwappen wurde später von der Gemeinde Ostbevern übernommen und durch die Figur eines Bibers (niederdeutsch: Bever) ergänzt.